# 최정묵
최정묵(崔鼎默, 일본식 이름: 大山晃오야마 고, 1900년 ~ ?)은 일제강점기의 관료 겸 법조인으로, 본적은 평안남도 대동군 벽암정(薜岩町)이다.

## 생애
1918년 3월 경성고등보통학교 본과, 1921년 3월 경성전수학교를 졸업했으며, 1923년 12월 20일부터 1928년 4월 30일까지 평양지방법원 검사로 재직했다. 1928년 5월 24일 평양지방법원 검사국에 변호사로 등록했고, 1929년 11월 20일 평양부협의회원, 1930년 3월 14일 평양부 예산회의 위원으로 각각 임명되었다. 1930년 4월에 열린 전선변호사대회(全鮮辯護士大會)와 평안남도 공직자대회에 참석하기도 했다.
평양부회 의원과 평안남도 민선 도회의원을 역임했으며, 1937년 8월 평양시 시국간화회 실행위원, 1939년 3월 평양변호사회 회장을 역임했다. 1939년 5월 11일부터 1943년 5월 11일까지 평양보호관찰심사회 예비위원으로 근무했고, 1941년 조선임전보국단 발기인 및 평의원을 역임했다. 1941년 7월 30일 조선총독부가 치안유지법 및 국방보안법 관련 지정변호사 제도를 제정할 때 국가 지정변호사로 선정되었다.
1941년 11월 지원병 모집을 촉구하는 간담회에서 민간측 대표로 참석하여 지원병 모집을 적극 실시할 것을 주장했으며, 1943년 징병제시행감사 및 적미영격멸결의선양 전선공직자대회 실행위원 및 특별위원을 역임했다. 1944년 국민총력조선연맹 이사, 1945년 2월 대화동맹 심의원을 역임했고, 1945년 6월 6일부터 8월 광복 때까지 조선총독부 중추원 참의를 역임했다. 친일파 708인 명단의 중추원 부문, 기타 부문, 민족문제연구소의 친일인명사전 수록자 명단의 중추원 부문, 친일단체 부문, 사법 부문, 친일반민족행위진상규명위원회가 발표한 친일반민족행위 705인 명단에 포함되었다.

## 참고자료
- 친일반민족행위진상규명위원회 (2009). 〈최정묵〉. 《친일반민족행위진상규명 보고서 Ⅳ-18》. 서울. 273~295쪽.